# 多摩平
多摩平（たまだいら）は、東京都日野市の地名。現行行政地名は多摩平一丁目から多摩平七丁目。電話番号は042-581～587・589（一部地区は042-631・639・642～648・656・660）を使っている。

## 地理
日野市の西部に位置し、住宅地が多く占めており、集合住宅が町内の南の方に多く設置されている。

### 隣接地区
市内
下記テンプレートを参照

### 面積
面積は以下の通りである。
| 丁目         | 面積（km2） |
| ------------ | ----------- |
| 多摩平一丁目 | 0.17        |
| 多摩平二丁目 | 0.22        |
| 多摩平三丁目 | 0.27        |
| 多摩平四丁目 | 0.20        |
| 多摩平五丁目 | 0.16        |
| 多摩平六丁目 | 0.31        |
| 多摩平七丁目 | 0.15        |
| 計           | 1.48        |

### 地価
住宅地の地価は、2025年（令和7年）1月1日の公示地価によれば、多摩平3丁目15番32の地点で31万2000円/m2、多摩平5丁目2番51の地点で29万円/m2、多摩平7丁目12番12の地点で25万5000円/m2となっている。

## 歴史
- 2024年（令和6年）9月12日 - 四丁目の多摩平第2緑地でイチョウの枝が落下。歩行者1人が巻き込まれて死亡[6]。

## 世帯数と人口
2025年（令和7年）8月1日現在（日野市発表）の世帯数と人口は以下の通りである。
| 丁目         | 世帯数    | 人口     |
| ------------ | --------- | -------- |
| 多摩平一丁目 | 1,446世帯 | 2,843人  |
| 多摩平二丁目 | 2,061世帯 | 4,556人  |
| 多摩平三丁目 | 1,295世帯 | 2,478人  |
| 多摩平四丁目 | 1,410世帯 | 2,636人  |
| 多摩平五丁目 | 732世帯   | 1,552人  |
| 多摩平六丁目 | 1,341世帯 | 2,825人  |
| 多摩平七丁目 | 762世帯   | 1,462人  |
| 計           | 9,047世帯 | 18,352人 |

### 人口の変遷
国勢調査による人口の推移。
| 年                 | 人口   |
| ------------------ | ------ |
| 1995年（平成7年）  | 15,355 |
| 2000年（平成12年） | 13,566 |
| 2005年（平成17年） | 14,037 |
| 2010年（平成22年） | 13,948 |
| 2015年（平成27年） | 16,378 |
| 2020年（令和2年）  | 17,140 |

### 世帯数の変遷
国勢調査による世帯数の推移。
| 年                 | 世帯数 |
| ------------------ | ------ |
| 1995年（平成7年）  | 6,867  |
| 2000年（平成12年） | 6,339  |
| 2005年（平成17年） | 6,841  |
| 2010年（平成22年） | 6,743  |
| 2015年（平成27年） | 7,907  |
| 2020年（令和2年）  | 8,364  |

## 学区
市立小・中学校に通う場合、学区は以下の通りとなる（2023年10月時点）。
| 丁目         | 番地 | 小学校                 | 中学校                 |
| ------------ | ---- | ---------------------- | ---------------------- |
| 多摩平一丁目 | 全域 | 日野市立日野第六小学校 | 日野市立日野第四中学校 |
| 多摩平二丁目 | 全域 | 日野市立日野第五小学校 | 日野市立日野第二中学校 |
| 多摩平三丁目 | 全域 | 日野市立日野第六小学校 | 日野市立日野第四中学校 |
| 多摩平四丁目 | 全域 | 日野市立日野第五小学校 | 日野市立日野第二中学校 |
| 多摩平五丁目 | 全域 | 日野市立日野第五小学校 | 日野市立日野第二中学校 |
| 多摩平六丁目 | 全域 | 日野市立日野第五小学校 | 日野市立日野第二中学校 |
| 多摩平七丁目 | 全域 | 日野市立日野第七小学校 | 日野市立大坂上中学校   |

## 交通

### 鉄道
地域内に鉄道駅は無いが、中央線豊田駅の北口は多摩平となる。

### バス
- 京王電鉄バス

### 道路
- 国道20号（日野バイパス）

市外
- 八王子市
  - 高倉町

## 事業所
2021年（令和3年）現在の経済センサス調査による事業所数と従業員数は以下の通りである。
| 丁目         | 事業所数  | 従業員数 |
| ------------ | --------- | -------- |
| 多摩平一丁目 | 209事業所 | 2,055人  |
| 多摩平二丁目 | 163事業所 | 1,908人  |
| 多摩平三丁目 | 79事業所  | 766人    |
| 多摩平四丁目 | 41事業所  | 1,156人  |
| 多摩平五丁目 | 51事業所  | 218人    |
| 多摩平六丁目 | 83事業所  | 812人    |
| 多摩平七丁目 | 25事業所  | 119人    |
| 計           | 651事業所 | 7,034人  |

### 事業者数の変遷
経済センサスによる事業所数の推移。
| 年                 | 事業者数 |
| ------------------ | -------- |
| 2016年（平成28年） | 722      |
| 2021年（令和3年）  | 651      |

### 従業員数の変遷
経済センサスによる従業員数の推移。
| 年                 | 従業員数 |
| ------------------ | -------- |
| 2016年（平成28年） | 6,864    |
| 2021年（令和3年）  | 7,034    |

## 施設

### 教育
- 幼稚園・保育園
  - 多摩平幼稚園

- 小学校・中学校
  - 日野市立第五小学校
  - 日野市立第二中学校

### 商業
- コンビニエンスストア
  - セブン-イレブン
    - 豊田駅北口店
    - 泉塚店
    - AIM日野市立病院店

  - ローソン日野多摩平5丁目店
  - ファミリーマート
    - 日野市立病院前店
    - 日野多摩平一丁目店

  - スリーエフ
    - 日野多摩平店
    - 豊田駅前店

  - ミニストップ多摩平3丁目店

- スーパーマーケットなど
  - 西友豊田店
  - マツモトキヨシ豊田駅前店
  - フーズマーケットさえき多摩平の森

- 飲食店・レストラン
  - ココス豊田店
  - バーミヤン日野多摩平店
  - アンクルチャップ（焼肉店）
  - 吉野家豊田駅前店
  - ドトールコーヒーショップ豊田店
  - マクドナルド豊田店

- その他
  - ユニクロ多摩平店
  - 東京トヨペット日野店
  - トヨタ西東京カローラ日野店
  - 豊陽興産（ENEOS）日野台SS
  - 双日エネルギー（コスモ石油）日野多摩平SS
  - 立川燃商（エッソ）多摩平SS

### 諸施設
- イオンモール多摩平の森
- UR多摩平の森
- 多摩平図書館（多摩平の森ふれあい館）
- 多摩平緑地
- コニカミノルタ東京サイト日野（5丁目の一部、大部分はさくら町）

## その他

### 日本郵便
- 郵便番号 : 191-0062[3]（集配局 : 日野郵便局[16]）。